# Славейково училище
Славейковото училище „Свети Седмочисленици“ е възрожденско училище в Търговище, а от 1963 г. е музей, част от музейния комплекс на Регионален исторически музей – Търговище. Сградата е паметник на културата с национално значение.
Сградата на училището е построена през 1863 г. в махала Вароша. Инициативата е на местните учители Спиридон Грамадов и Янко Деветаков. Строители са тревненските майстори Димитър Сергюв и Уста Генчо Кънев. Във вътрешното архитектурно оформление участие взема и Петко Славейков, който е учител за кратко в града. Неговият принос получава признанието на търговищенци, за които училището става популярно и като Славейковото. Сградата е осветена на 27 юли 1863 г. с голямо тържество. Училището постепенно се развива в гимназия. Действащо е до 1959 г.
През 1963 г. е превърнато в музей. Графичният образ на Славейковото училище е емблема на Регионалния исторически музей в Търговище. От 1971 г. сградата е паметник на културата с национално значение. В Славейковото училище се представят временни експозиции на Регионалния исторически музей – Търговище.